# Stief Magda
 Stief Magda (Kolozsvár, 1943. augusztus 18. –) színésznő, a Kolozsvári Állami Magyar Színház örökös tagja.

## Életútja
Kolozsvári családi házuk a Jókai utcában (ma Napoca utca) volt. Saját elmondása szerint szegényes körülmények között telt a gyermekkora. Édesanyja háztartásbeli, édesapja postatisztviselő volt. Az iskola első négy évét a zenei általánosban járta, majd a Brassai Sámuel Elméleti Líceumban érettségizett.
1961-ben a marosvásárhelyi Szentgyörgyi István Színművészeti Intézet színész szakára sikeresen felvételizett Kovács György osztályába. Évfolyamtársai Széles Anna, Nagy Dezső, Mihály Pál, Higyed Imre, Botár Endre, Vásárhelyi Katalin, Fülöp Ildikó, Bányai Irén, Krizsovánszky Szidónia, Óss Enikő, Krausz Kuti István, Madár Gingilescu Lívia, Vitályos András voltak, tanárai pedig Kovács György, Kőmíves Nagy Lajos, Tompa Miklós, Lohinszky Loránd, Tarr László, Bács Ferenc.
1965-ben Senkálszky Endre, a kolozsvári színház akkori igazgatója kérte fel, hogy szerződjön a társulatához. Két év múlva feleségül ment Héjja Sándorhoz, a házasságból született egy lányuk, Noémi.
1971 nyarán férjével, Vlad Mugur rendezővel együtt Olaszországba utaztak. A román kultúrforradalom hatására Mugur összes előadását betiltották, további munkáját ellehetetlenítették, ezért úgy döntöttek, nem térnek haza. 1973-ban végül Konstanzba költöztek Noémivel és édesanyjával.
1973–1977 között a Konstanzi Állami Színházban, 1977–1978-ban a Bázeli Állami Színházban, 1978 – 1981-ben a Bochumi Színházban szerepelt, majd 1982-től szabad foglalkozású színésznőként dolgozott. A Szabad Európa Rádió magyar adásában bemondóként tevékenykedett, valamint 2001-2008 a burghauseni „Athanor” Színiakadémia docense volt. Több alkalommal jött Magyarországra és Romániába egy-egy szerep megformálásáért. 2007 óta a Kolozsvári Állami Magyar Színház örökös tagja.

## Fontosabb szerepei

### Marosvásárhelyi Színművészeti Akadémia
- Anişoara – Sidonia Drăgăşanu: Leányok (rendező: Gergely Géza), 1963. 04. 10.
- Cora Lipsa – Sidonia Drăgăşanu: Leányok (rendező: Gergely Géza), 1963. 12. 21.
- Dajka – Shakespeare: Rómeó és Júlia (rendező: Farkas István, Tompa Miklós), 1964. 03. 21 és 1964. 12. 26.
- Tituba – Arthur Miller: A salemi boszorkányok (rendező: Tarr László, Tompa Miklós), 1964. 11. 12.
- Orvosnő – Aurel Baranga: Kerge birka (rendező: Tarr László, Tompa Miklós), 1965. 03. 04.
- Szofja – Makszim Gorkij: Az utolsók (rendező: Kovács Levente, Tarr László, Tompa Miklós), 1965. 04. 15.

### Temesvári Állami Magyar Színház
- Zilia Duca – Heltai Jenő: A néma levente (rendező: Sinka Károly), 1965. 03. 05.

### Kolozsvári Állami Magyar Színház
- Zsuzsa – Tersánszky Józsi Jenő: Most majd elválik (rendező: Imrédi Géza), 1965. 10. 02.
- Lány – Madách Imre: Az ember tragédiája (rendező: Rappaport Ottó) 1965. 11. 26.
- Antoinette – Marcel Achard: A bolond lány (rendező: Bereczky Péter), 1965. 12. 16.
- Geta – Aurel Baranga: Jámborlelkű Szent Flórián (rendező: Taub János), 1966. 01. 26.
- Ly – Virgil Nistor: Éjféli vendég (rendező: Rappaport Ottó), 1966. 04. 20.
- Anna, a szobalány – Max Frisch: Biedermann és a gyújtogatók (rendező: Szabó József), 1966. 05. 20.
- Marion – Deák Tamás: Ádám elkárhozása (rendező: Horváth Béla), 1966. 10. 01.
- Emer – Bíró Lajos: A sárga liliom (rendező: Bereczky Péter), 1966. 10. 01.
- Kórus – Jean-Paul Sartre: A trójai nők (rendező: Szabó József), 1967. 01. 27.
- Arany János emlékműsor (rendező: Bereczky Júlia, László Gerő), 1967. 03. 01.
- Gizus – Tersánszky Józsi Jenő: Kakuk Marci (rendező: Horváth Béla), 1967. 04. 17.
- Istennő – Victor Eftimiu: Prometheus (rendező: Bereczky Péter), 1968. 10. 01.
- Carol Melkett – Peter Shaffer: Játék a sötétben (rendező: Horváth Béla), 1968. 02. 02.
- Sylvia Shisgal: A gépírók (rendező: Szabó József), 1968. 09. 30.
- Anişoara – Ion Băieşu: Megbocsátás (rendező: Bereczky Péter), 1969. 01. 06.
- Manci – Heltai Jenő: Tündérlaki lányok (rendező: Horváth Béla), 1969. 06. 06.
- Claire Zachanessian – Friedrich Dürrenmatt: Az öreg hölgy látogatása (rendező: Tompa Gábor), 2014. január 7.

### Kolozsvári Állami Magyar Opera
- Eliza Doolittle – Frederick Loewe: My Fair Lady (rendező: Horváth Béla), 1969. 07. 10.
- Nő – Ecaterina Oproiu: Nem vagyok az Eiffel-torony (rendező: Bereczky Péter), 1969. 10. 03.
- Mopsa – Shakespeare: Téli rege (rendező: Major Tamás), 1969. 12. 12.
- Leányka – Dumitru Radu Popescu: Szomorú angyalok (rendező: Taub János), 1970. 01. 28.
- Gwendolin – Oscar Wilde: Hazudj igazat (Bunbury) (rendező: Horváth Béla), 1970. 05. 22.
- Irina – Anton Pavlovics Csehov: Három nővér (rendező: Vlad Mugur), 1970. 11. 11.
- Öregasszony – Eugène Ionesco: A székek (rendező: Vlad Mugur), 1996. 10. 02.
- Ljubov Andrejevna Ranyevszkaja – Anton Pavlovics Csehov: Cseresznyéskert (rendező: Vlad Mugur), 1998. 05. 27.
- Froláné – Luigi Pirandello: Így van (Ha így tetszik) (rendező: Vlad Mugur), 2000. 03. 14.
- Lane – Sarah Ruhl: Tiszta ház (rendező: Keresztes Attila), 2009. 03. 14.

### Kolozsvári Nemzeti Színház (Teatrul Naţional Cluj)
- Helena – Shakespeare: Szentivánéji álom (rendező: Vlad Mugur), beugrás

### Craiovai Nemzeti Színház (Teatrul Naţional Craiova)
- Doamna Flora – Luigi Pirandello: Așa este (Dacă vi se pare, rendező: Vlad Mugur), 1999. 10. 16.

### Stadttheater Konstanz
- Eliza – G. B. Shaw: Pygmalion (rendező: Vlad Mugur)
- Agafja – Gogol: Háztűznéző (rendező: Vlad Mugur)
- Toinette – Molière: A képzelt beteg (rendező: Vlad Mugur)
- Irina – Csehov: Három nővér (rendező: Vlad Mugur)
- Stella – Goethe: Stella (rendező: Wilhelm List-Diehl)
- Marie – Georg Büchner: Woyzeck (rendező: Wilhelm List-Diehl)
- Feleség – Sławomir Mrożek: Ház a határon (rendező: Vlad Mugur)
- Márkiné – Marivaux: A második váratlan szerelem (rendező: Vlad Mugur)
- Sen Té / Sui Tá – Bertold Brecht: A szecsuáni jóember (rendező: Vlad Mugur)

### Stadttheater Basel
- Ruth – Botho Strauss: A viszontlátás trilógiája (rendező: Werner Düggelin)

### Bochumer Schauspielhaus
- Nő – Botho Strauss: Kívánsághangverseny (rendező: Klaus Andrei)

### Württembergishe Landesbühne Esslingen
- Hexe mama / Egy nő egyedül – Dario Fo: Kinder, Küche, Kirche (Gyerekek, konyha, templom, rendező: Vlad Mugur, 1982)

### Ensemble „Vlad Mugur” – München
- Gertrude – Martin Walser: Zimmerschlacht (Mészárlás a szobában), 1983
- Öregasszony – Ionesco: A székek, 1983
- Nagyanya – Edward Albee: Amerikai álom, 1985
- Annie Wobbler – Arnold Wesker: Annie Wobbler, 1987

### Auersperg 15 – Theater, Wien
- Niccolo – Matei Visniec: Engagement für einen Clown (Bohócfelvétel – osztrák ősbemutató, rendező: Tompa Gábor, 1997)

### Bárka Színház – Budapest
- Hexe mama – Dario Fo: Csak asszonyok (rendező: Vlad Mugur)

### Kleines Theater – Landshut
- Winnie – Samuel Beckett: Glückliche Tage (Ó, azok a szép napok!, rendező: Sven Grunert), 2007
- Rolf Kemnizer: Die Herzschritt-Macherin (A szívritmusszabályzó, rendező: Oleg Myrzak)

## Díjai
- Irina és Helena megformálásáért Országos Fesztivál „I. Legjobb női alakítás” díja – 1971
- Doamna Flora megformálásáért felterjesztés az UNITER-díj „Legjobb női főszereplőnek” járó díjára – 2000